# Waypoint
Waypoint (z ang. punkt orientacyjny, punkt nawigacyjny, punkt odniesienia) – miejsce w przestrzeni fizycznej wykorzystywane do celów nawigacji.

## Koncepcja
Waypoint jest zestawem współrzędnych identyfikujących miejsce w przestrzeni. Współrzędne miejsc zlokalizowanych na powierzchni Ziemi zwykle są dwuwymiarowe i składają się z szerokości geograficznej i długości geograficznej. Miejsca w przestrzeni leżące poza powierzchnią Ziemi, w szczególności pod ziemią, w powietrzu lub w przestrzeni kosmicznej opisywane są w trzech lub czterech wymiarach. Na przykład do celów nawigacji powietrznej szerokość i długość geograficzna uzupełniana jest o wysokość nad poziomem morza, a w przypadku waypointów położonych w przestrzeni pozaziemskiej oprócz trzech wymiarów: szerokości, długości i wysokości, stosuje się dodatkowo czas.
Pojęcie „waypoint” rozpowszechnione zostało w ostatnich latach wśród osób nie związanych zawodowo z nawigacją, dzięki rozwojowi systemów pozycjonowania takich jak GPS oraz innych systemów nawigacji radiowej. Waypoint stanowi jednakże naturalne rozwinięcie pojęcia punktu orientacyjnego, towarzyszącego ludzkości od najdawniejszych czasów. Tradycyjnie, punkty orientacyjne związane były z charakterystycznymi miejscami otaczającego nas świata takimi jak formacje skalne, źródła, oazy, góry, budynki, szlaki drogowe, wodne i kolejowe, linie elektryczne. Obecnie obiekty te nadal pełnią funkcję punktów orientacyjnych, jednak coraz częściej ich rola zastępowana jest w nawigacji przez sztuczne obiekty przeznaczone wyłącznie do tego celu, jak boje radiolokacyjne lub sztuczne satelity. W sporcie, a w szczególności w biegach i jeździe rowerowej na orientację rolę waypointów pełnią specjalnie przygotowane punkty kontrolne.
Współcześnie waypoint staje się pojęciem coraz bardziej abstrakcyjnym, a jego związki z fizycznymi obiektami w przestrzeni są coraz mniej oczywiste. Waypointy wykorzystywane są m.in. do tworzenia niewidzialnych ścieżek powietrznych na potrzeby awiacji, które składają się z serii współrzędnych w przestrzeni, niemających żadnego związku z obiektami naziemnymi. Opisane w ten sposób trasy służą kontroli ruchu powietrznego, zwłaszcza na obszarach o dużym zagęszczeniu lotów.

## Waypointy a GPS
Systemy GPS są coraz powszechniejszym narzędziem tworzenia i wykorzystywania waypointów do różnego rodzaju nawigacji. Typowy odbiornik GPS pozwala na odczyt współrzędnych z dokładnością do 3 metrów, a w przypadku wykorzystania dodatkowych systemów naziemnych, większą. Waypointy mogą być również oznaczane w specjalnych programach komputerowych, a następnie ładowane do odbiornika GPS, gdzie nanoszone są na wbudowaną w odbiornik mapę. Większość odbiorników GPS pozwala również na wprowadzenie waypointów ręcznie, jako pary współrzędnych.
W nawigacji GPS istnieje pojęcie trasy, która zwykle definiowana jest jako seria dwóch lub więcej waypointów. W celu przebycia tak zdefiniowanej trasy użytkownik GPS podąża do najbliższego waypointa, potem do kolejnego, i tak dalej, aż do momentu osiągnięcia celu.
Wiele odbiorników GPS, zarówno o przeznaczeniu wojskowym, jak i cywilnym, posiada wbudowane bazy danych kartograficznych nazywanych mapami bazowymi. Pozwalają one użytkownikowi na lokalizację dowolnego miejsca na tak udostępnionej mapie i oznaczenia go jako waypointa. Niektóre z odbiorników GPS przeznaczonych na potrzeby nawigacji drogowej posiadają funkcję kalkulacji trasy pomiędzy dwoma waypointami na podstawie mapy bazowej według zadanych kryteriów jak np. najkrótszej odległości, najszybszego przejazdu itp. W trakcie poruszania się po wyznaczonej trasie system bada na bieżąco aktualne położenie odbiornika GPS, co pozwala na przekazywanie dodatkowych informacji użytkownikowi oraz dokonywanie automatycznej modyfikacji wyznaczonej uprzednio trasy.
Większość odbiorników GPS pozwala na przypisanie nazwy oraz symbolu graficznego do każdego oznaczonego waypointa, w celu ułatwienia jego identyfikacji na mapie. Wbudowane w odbiornik GPS znaki obejmują standardowe symbole wykorzystywane do oznaczania obiektów zarówno wodnych (boje, kotwice), jak i lądowych (kościoły, parki, tunele, stacje benzynowe, centra handlowe i in.)

## Waypointy w sporcie i rekreacji
Pomimo że pojęcie waypointów spopularyzowane zostało w wyniku rozwoju systemów GPS i jest z nimi bezpośrednio związane, znajduje zastosowanie w sporcie i rekreacji. W oparciu o koncepcję waypointów organizowane są m.in. zawody w sportowej nawigacji satelitarnej, radioorientacji sportowej oraz foxoringu.
Waypointy wykorzystywane są również w grach terenowych o charakterze sportowo-rekreacyjnym jak np. geocaching, którego polską odmianą jest działające od 2007 roku Waypointgame. Uczestnik tego rodzaju gier ma za zadanie odwiedzać punkty orientacyjne, na podstawie udostępnianych publicznie współrzędnych geograficznych (waypointów).